# Gosling Emacs
Pour les articles homonymes, voir Gosling.

Gosling Emacs (connu également sous l'appellation GosMacs) est un éditeur de texte de la famille Emacs développé par James Gosling en 1981. C'est la première implémentation d'Emacs écrite en C et la première pour UNIX, et servira de modèle à Richard Stallman dans sa seconde implémentation d'Emacs avec GNU Emacs.

## Caractéristiques techniques
Gosling Emacs reprend l'architecture de Multics Emacs en combinant l'interpréteur Mocklisp avec des routines de bas niveau pour améliorer l'exploitation des fonctionnalités. Mais cet interpréteur n'utilise pas les structures de données Lisp et ne peut élever les fonctionnalités de l'éditeur au rang de simples données comme dans EINE, Multics Emacs ou plus tard GNU Emacs. L'interpréteur Mocklisp apparait plutôt comme un puissant interpréteur de chaînes de caractères, de nombres et autres spécificités.
Cette architecture permet malgré tout d'utiliser Mocklisp comme un véritable langage d'extension.

## De l'esprit hacker à Unipress Emacs
Le Libre était la norme dans le milieu hacker, un concept formalisé plus tard par Richard Stallman. James Gosling participa à l'esprit hacker en fournissant le code source, en autorisant sa libre redistribution et en invitant la communauté à le rejoindre et améliorer le programme. Il décida plus tard de s'éloigner de l'esprit hacker pour vendre Gosling Emacs à la société Unipress Software.

## Mocklisp
Mocklisp est un dialecte du langage de programmation Lisp employé au début des années 1980 par James Gosling dans son implémentation d'Emacs. Mocklisp servira à la fois d'interpréteur et de langage d'extension pour Gosling Emacs.